# Orle
Orle je općina u Hrvatskoj, u Zagrebačkoj županiji.

## Stanovništvo
Prema popisu iz 2011. godine općina ima 1975 stanovnika.
| broj stanovnika | 3377  | 3515  | 3657  | 4089  | 4218  | 4312  | 4090  | 3921  | 3393  | 3355  | 3164  | 2696  | 2407  | 2214  | 2145  | 1975  | 1765  |
|                 | 1857. | 1869. | 1880. | 1890. | 1900. | 1910. | 1921. | 1931. | 1948. | 1953. | 1961. | 1971. | 1981. | 1991. | 2001. | 2011. | 2021. |

| broj stanovnika | 144   | 135   | 159   | 172   | 166   | 175   | 156   | 150   | 115   | 118   | 116   | 89    | 74    | 77    | 70    | 107   | 71    |
|                 | 1857. | 1869. | 1880. | 1890. | 1900. | 1910. | 1921. | 1931. | 1948. | 1953. | 1961. | 1971. | 1981. | 1991. | 2001. | 2011. | 2021. |

## Uprava
Administrativno općini Orle pripadaju naselja:
Bukevje, Čret Posavski, Drnek, Obed, Orle, Ruča, Stružec Posavski, Suša, Veleševec, Vrbovo Posavsko.
Administrativno središte općine je naselje Orle.
Načelnik općine je Ervin Vujica Nezavisna lista

## Povijest
Općina je osnovana 1996. godine. 

## Gospodarstvo
Stanovnici se bave pretežno poljoprivredom i stočarstvom. Tlo je pogodno za uzgoj žitarica, pa općina obiluje kukuruzom, pšenicom, ječmom i zobom.
Stanovništvo gravitira Velikoj Gorici i Zagrebu.

## Spomenici i znamenitosti
Selo Orle znamenito je po kapeli sv. Tri Kralja. Kapela je podignuta u romaničkom stilu.

## Obrazovanje
U općini se nalaze dvije osnovne škole do 4. razreda. Jedna se nalazi u selu Veleševec a druga u selu Bukevje.

## Kultura
U općini djeluju KUD "Posavina" i KUD "Glas Posavine".

## Šport
Smještaj općine između Odre i Save omogućava razvoj rekreacijskog ribolova
.